# 白系露人事務局

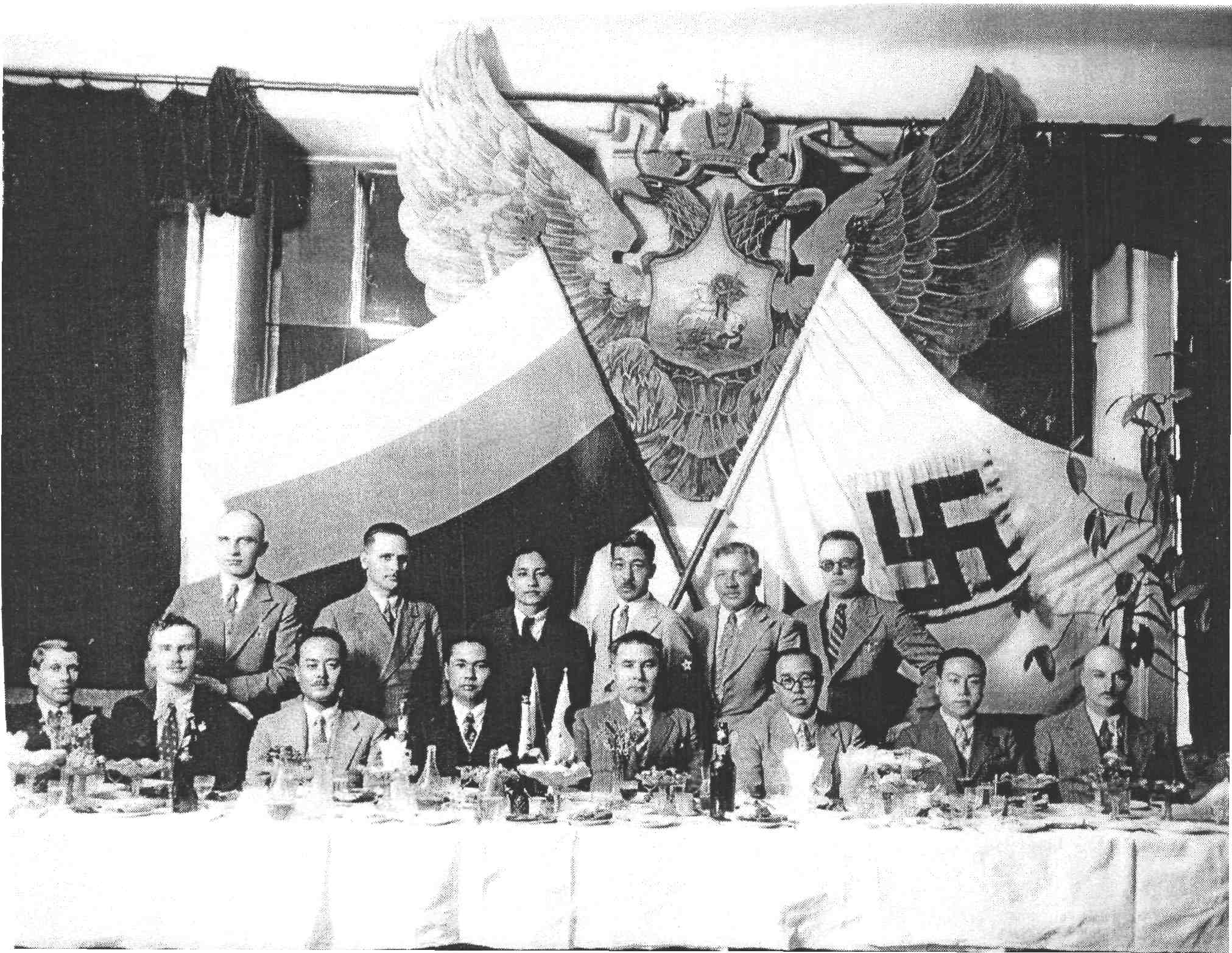
左から2番目にロジャエフスキー、右から4番目にヴラシエフスキー、
一番右 - 秋草俊、白系露人事務局の設立の際にハルビン宴会で。
1934年12月。

白系露人事務局（はっけいろじんじむきょく）は、満州国に設置された白系ロシア人担当の部局。正式名称は満洲帝国ロシア人移民局（ロシア語: Бюро по делам российских эмигрантов в Маньчжурской империи (БРЭМ、lit.)）であり、関東軍の後援も受けていた。
事務局長:
- ヴェニアミン・ルィチコーフ（ロシア語版） 大将 (1934—1937)
- アレクセイ・バクシェーエフ（ロシア語版） 大将 (1937—1938)
- ヴラジーミル・キスリーツィン 大将 (1938—1944)
- レフ・ヴラシエフスキー（ロシア語版） 大将 (1944—1945)

部長:
- 第一部（移民）部長 — アルテミー・チルバフ（ロシア語版） (1934—1935)
- 第二部（文化教育）部長 — コンスタンチン・ロジャエフスキー
- 第三部（登録）部長 — ミハイル・マトコーフスキー（ロシア語版）
- 第四部（金融）部長 — ミハイル・ゴルジェーエフ
- 第五部（慈善）部長 — レオニード・チェルヌィーフ
- 第六部（法務）部長 —
- 第七部（軍事）部長 — グリゴリー・ヴェルジビーツキー（ロシア語版）

## 歴史
事務局は1934年12月28日にハルピンに設置され、秋草俊が責任者となった。組織は以下の目的を担っていた。
- 満州国居住の白系ロシア人移民の財産及び法律上の地位の保全と強化。
- 白系ロシア人に関連する全ての事項に関する満洲政府との連携の確立。
- 白系ロシア人への日本・関東軍の影響力を強め、白系ロシア人の統制・団結を強めると共に反ソプロパガンダや諜報活動を強化すること。

事務局には44,000人以上の白系ロシア人が登録され（当時、満州におけるロシア人の人口は10万人であった）、1930年代後半には浅野部隊を形成するまでになった。 3,000冊もの蔵書を持つ図書館と印刷所も所有し、雑誌「光線アジア」や新聞「移民の声」を刊行。事務局の図書館は、極東におけるロシア語書籍専門のものとしては最大規模で、広く公開されていた。事務局の出版と経営は、プーシキンジュビリー委員会が、教授K.ザイツェフの監修の下で、幾つもの価値ある出版物を発行した。また、出版社は、多くの白系将校の回顧録や、参考人物書を出版した。

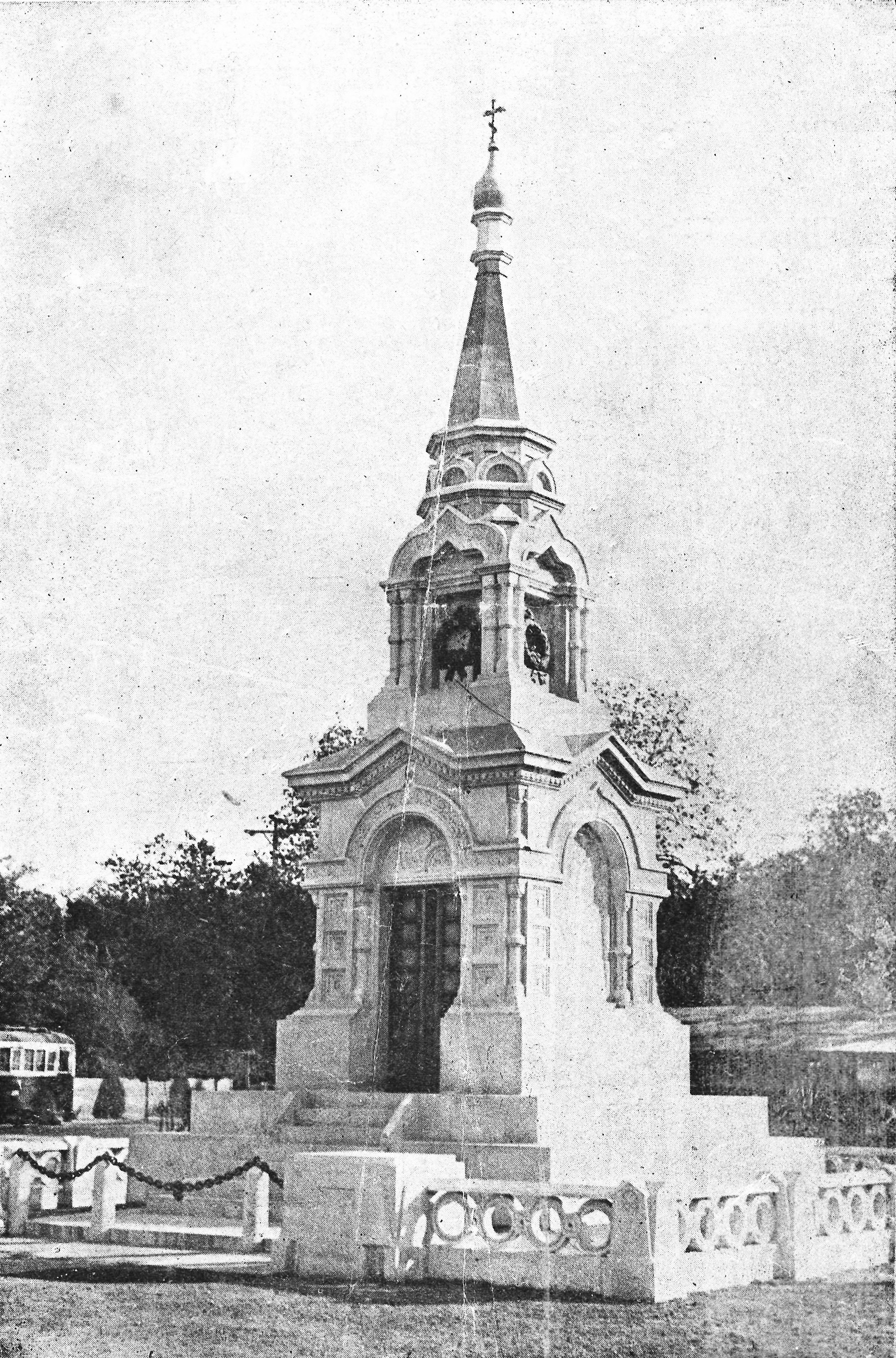
ハルビンに建設された「コミンテルンとの戦闘者の記念碑」

キスリーツィン事務局長時代には「コミンテルンとの戦闘者の記念碑」が建設され、1940年11月7日にハルピンの大聖堂広場で着工し1941年6月8日に完成した。
1944年まで日本からの資金的援助が行われていた。ソビエト連邦の侵攻で事務局関係者の身が危うくなると、8月13日に日本の保護下で事務局のメンバーはハルピンから脱出、日本を目指したものの終戦で38度線での分断が確定的となり一行は奉天で足止めを食らうことになる。結果的に全員がソ連赤軍に拘束され、1946年～1947年にかけて反革命裁判にかけられ多くが処刑ないし長期の懲役刑の判決を受けた （大将G.M.セミョーノフ等のソ連最高裁判所軍事評議会の判決文に拠る）。